# Xyrichtys pastellus
Xyrichtys pastellus е вид бодлоперка от семейство Labridae. Видът не е застрашен от изчезване.

## Разпространение и местообитание
Разпространен е в Австралия.
Обитава пясъчните дъна на морета и рифове. Среща се на дълбочина от 10 до 25 m.

## Описание
На дължина достигат до 10,6 cm.